# حليمة خاتون

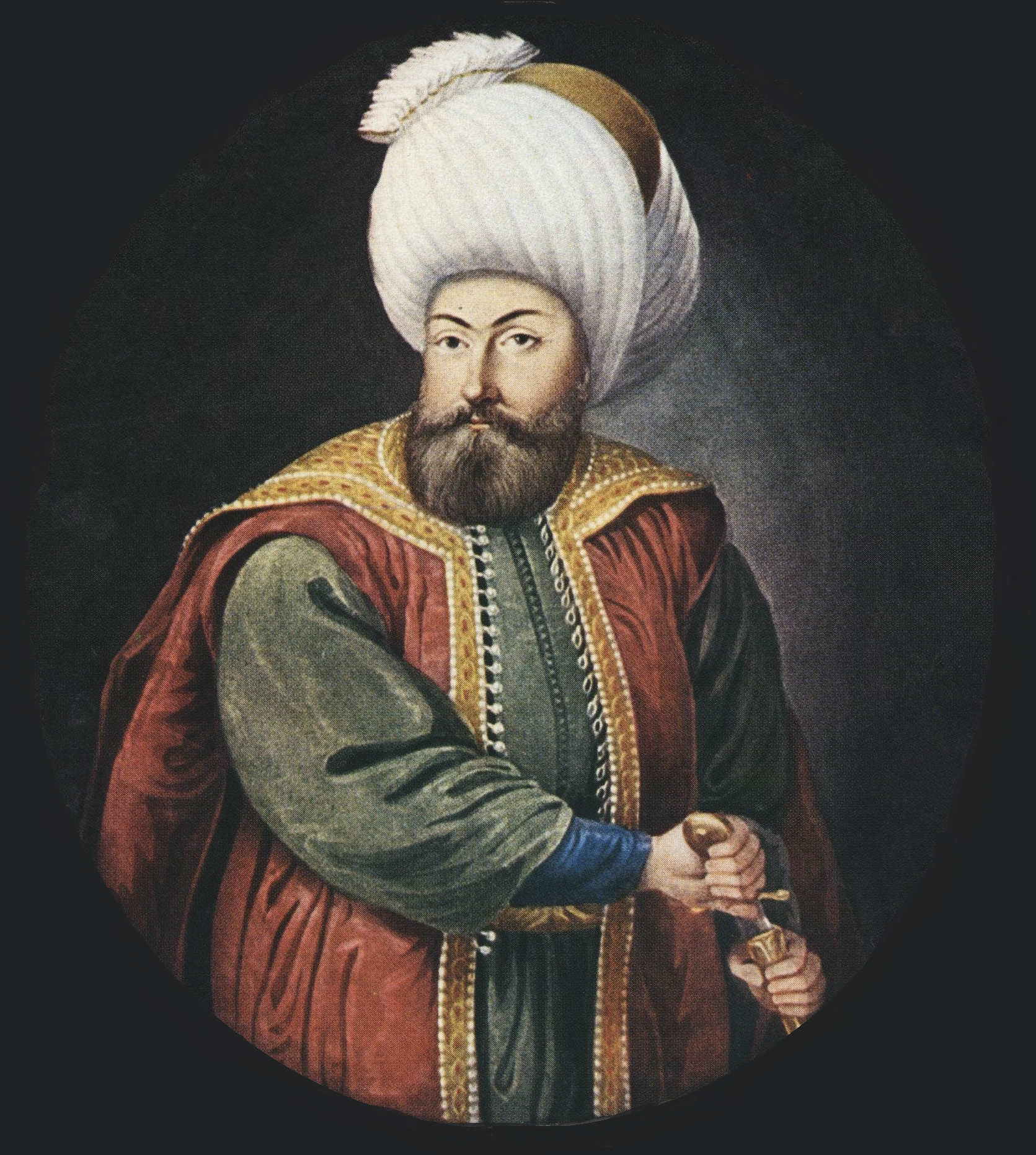
عثمان الأول ابن حليمة خاتون.

حليمة خاتون (باللغة التركية العثمانية: حلیمہ خاتون)، زوجة أرطغرل غازي زعيم قبيلة قايى، ووالدة عثمان الأول مؤسس الدولة العثمانية.

## أولادها
هي والدة سارو باطو صاووجي بك (وفاة 1287)، غندوز ألب (وفاة 1306)، وعثمان غازي (1258-1326) مؤسس الدولة العثمانية.

## وفاتها
توفيت في مدينة سوغوت عام 1281م ومدفونة في حديقة قبر زوجها أرطغرل غازي في سوغوت. بنى القبر ابنها عثمان غازي.

## اسمها
كان اسمها «حليمة» ثم أصبح «حليمة خاتون» بعد زواجها من غازي أرطغرل في قبيلة القايي.

## مكانتها في الثقافة الشعبية
لعبت الممثلة التركية «إسراء بيلقيتش» (بالتركية: Esra Bilgiç) دور حليمة خاتون في مسلسل قيامة أرطغرل الذي بدأ في عام 2014م، وانتهى دورها في المسلسل عام 2018م.